# RPL10A
RPL10A (англ. Ribosomal protein L10a) – білок, який кодується однойменним геном, розташованим у людей на короткому плечі 6-ї хромосоми. Довжина поліпептидного ланцюга білка становить 217 амінокислот, а молекулярна маса — 24 831.
| 10         |  | 20         |  | 30         |  | 40         |  | 50         |
| ---------- |  | ---------- |  | ---------- |  | ---------- |  | ---------- |
| MSSKVSRDTL |  | YEAVREVLHG |  | NQRKRRKFLE |  | TVELQISLKN |  | YDPQKDKRFS |
| GTVRLKSTPR |  | PKFSVCVLGD |  | QQHCDEAKAV |  | DIPHMDIEAL |  | KKLNKNKKLV |
| KKLAKKYDAF |  | LASESLIKQI |  | PRILGPGLNK |  | AGKFPSLLTH |  | NENMVAKVDE |
| VKSTIKFQMK |  | KVLCLAVAVG |  | HVKMTDDELV |  | YNIHLAVNFL |  | VSLLKKNWQN |
| VRALYIKSTM |  | GKPQRLY    |  |            |  |            |  |            |

A: Аланін

C: Цистеїн

D: Аспарагінова кислота

E: Глутамінова кислота

F: Фенілаланін

G: Гліцин

H: Гістидин

I: Ізолейцин

K: Лізин

L: Лейцин

M: Метіонін

N: Аспарагін

P: Пролін

Q: Глутамін

R: Аргінін

S: Серин

T: Треонін

V: Валін

W: Триптофан

Кодований геном білок за функціями належить до рибонуклеопротеїнів, рибосомних білків, фосфопротеїнів. 
Задіяний у такому біологічному процесі, як ацетилювання. 